# 莫爾頓
莫爾頓（Malton）是英國英格蘭北約克郡的一座集鎮和民政教區，在歷史上屬於約克郡北瑞丁。據2011年人口普查，莫爾頓有人口4,888人。莫爾頓是這一地區的商業中心。莫爾頓最早在1世紀時就有人定居。

## 外部連結
- 维基共享资源上的相關多媒體資源：莫爾頓
- Malton on Ryedale.co.uk （页面存档备份，存于）
- Malton Mercury Newspaper （页面存档备份，存于）
- Malton Museum （页面存档备份，存于）
- We Love Malton